# Cutfather
Cutfather (født Mich Hedin Hansen 9. april 1968) er en dansk sangskriver og producer. Han er bedst kendt for at have produceret internationale hits som Mark Morrisons "Return of the Mack" (1996) og Jamelias "Superstar" (2003). Sidstnævnte indbragte ham en Ivor Novello Award for den mest spillede sang i Storbritannien dét år. Cutfather har desuden arbejdet med kunstnere som Kylie Minogue, Christina Aguilera, Pixie Lott, Jordin Sparks, Pussycat Dolls, Westlife, Robyn, Keith Urban og Pink, og Brandy. Han har studier i Njalsgadepakhusene på Islands Brygge. Cutfather har siden 1995 haft flere end 20 top 10-hits på den britiske single-hitliste.

## Opvækst og karriere

### Opvækst (1968–1985)
Cutfather er opvokset i Holbæk som søn af en mor der var danselærer og en far der var kok. Moderen drev en danseskole i byen. Som ung dansede Cutfather breakdance og vandt Sjællandsmesterskaberne i standarddans i juniorrækken. Senere dannede han en dansegruppe med bl.a. Tim Frank Andersen, som dansede sig til Danmarksmesterskaber i breakdance og Electric Boogie.

### Tidlig karriere og samarbejde med Soulshock (1986–1992)
Cutfather begyndte at dj'e som 16-årig. Navnet Cutfather var inspireret af filmen The Godfather (1972).. Han vandt i 1986 og 1988 danmarksmesterskabet i mix. Ved den internationale dj mix-konkurrence DMC World DJ Championships i 1988 i London kom han på en andenplads. Året før, i 1987 begyndte han at arbejde sammen med produceren Carsten "Soulshock" (hvilket varede indtil begyndelsen af 90'erne). De grundlagde pladeselskabet SoulPower Productions i samarbejde med Medley Records, og udgav artister som Yasmin og Cut'N'Move.
I 1991 modtog Soulshock og Cutfather en Grammy-nominering i kategorien Best Rap Solo Performance, for at have skrevet og produceret "Fly Girl" til den amerikanske rapper Queen Latifah.

### Samarbejde med Joe Belmaati (1993–2004)
I 1993 begyndte Cutfather at arbejde sammen med den halv-marokkanske producer Joe Belmaati i konstellationen Cutfather & Joe. De har bl.a. produceret for Peter Andre, Ace of Base, og Kylie Minogue, og har haft fyrre top 10-hits på den britiske single-hitliste.
I 1995 blev Cutfather vært på den nystartede danske tv-kanal ZTV, hvor han præsenterede musikvideoer.
I 1999 startede Cutfather & Joe pladeselskabet Milkk Records i samarbejde med Warner Music i Tyskland. Her udgav de bl.a. den danske sangerinde Kristine Blond, den engelske pigeduo Sweet Female Attitude, og den amerikanske rapper DaRock.
Cufather & Joe producerede sangen "Say It Again" til den britiske pigegruppe Precious, der deltog i Eurovision Song Contest 1999, hvor den kom på en 12. plads.
Sammen med Remee skrev Cutfather & Joe sangen "Superstar" til den danske sangerinde og tidligere Popstars-deltager Christine Milton i 2003. Sangen blev et stort hit, og lå nummer ét på hitlisten syv uger i træk. Senere samme år valgte Cutfather & Joe at udgive sangen internationalt sunget af den britiske sangerinde Jamelia. Dette fik produktionsselskabet bag Popstars-konceptet, Metronome Productions, til at sagsøge Cutfather & Joe for brud på rettighederne til sangen, som selskabet mente tilhørte dem i forbindelse med udgivelsen af Christine Miltons oprindelige udgave. Parterne indgik et forlig i august 2009, der betød at sagen skulle føres ved en dansk domstol frem for en engelsk. Den 30. marts 2011 afgjorde Københavns Byret at rettighederne til den instrumentale udgave af "Superstar" tilhører Metronome Productions.
I 2004 modtog Cutfather en Ivor Novello Awards i kategorien Most Performed Work for sangen "Superstar", fremført af Jamelia, der var den mest spillede sang i Storbritannien i 2003.

### Samarbejde med Jonas Jeberg ogX Factor(2005–nu)
Siden 2006 har Cutfather bl.a. arbejdet sammen med Jonas Jeberg. De har skrevet og produceret for Pussycat Dolls, Kylie Minogue, Jordin Sparks, og Pixie Lott.
Den 25. januar og 1. februar 2008 var Cutfather hjælpedommer for Remee under bootcamp i den første sæson af X Factor på DR1, da han skulle udvælge hans tre finalister til liveshowene. Den 24. september 2010 blev det offentliggjort, at Cutfather ville erstatte Remee som dommer i den fjerde sæson sammen med tidligere dommer Thomas Blachman og Pernille Rosendahl. I finalen førte han sangerinden Sarah til sejr, og stod bag vindersinglen "Min øjesten". Ligeledes var han med til at producere Sarahs debutalbum, Hjerteskud. Cutfather vendte tilbage som dommer i 2012-udgaven af X Factor.
Cutfather modtog den 5. oktober 2010 en pris ved BMI London Awards i kategorien Pop Awards for sangen "I Hate This Part" af Pussycat Dolls, som han skrev og producerede med bl.a. Jonas Jeberg.
I december 2013 medvirkede han i det britiske tv-program The Big Christmas Reunion, hvor man fulgte indspilningerne af en cover version af "I Wish It Could Be Christmas Everyday" til Blue, Atomic Kitten, Five, The Honeyz, B*Witched, 911, og Liberty X.
I 2014 medvirkede han i TV 2-programmet De ustyrlige, hvor han gennem musik hjalp unge med Tourettes syndrom til at afhjælpe deres lidelse.
Cutfather var musikansvarlig for Dansk Melodi Grand Prix 2016, og havde det overordnede ansvar for udvælgelsen af deltagerfeltet, i samarbejde med musikproduceren Jonas Schrøder.
Cutfather vandt i november 2022 en pris ved BMI Country Awards for sangen "One Too Many" (2020), som han var med til at skrive til Keith Urban og P!nk. Sangen var blandt de 50 mest spillede sange på de amerikanske country-radiostationer.

## Privatliv
Cutfather er gift med Lone Gyllun, med hvem han har datteren Moley og sønnen Maxemil.

## Udvalgt diskografi

### Top 10-hits
Følgende singler har været i top 10 på Billboard Hot 100 og/eller UK Singles Chart:
| - 1996: Mark Morrison - "Return of the Mack" - 1996: Peter Andre - "I Feel You" - 1997: Kavana - "MFEO" - 1997: All Saints - "I Know Where It's At" - 1997: Peter Andre - "Natural" - 1997: Peter Andre - "Lonely" - 1998: Ace of Base - "Cruel Summer" - 1998: B*Witched - "Rollercoaster" - 1998: Billie - "Girlfriend" - 1998: Another Level - "Be Alone No More" - 1998: Another Level - "Freak Me" - 1999: Precious - "Say It Again" - 1999: B*Witched - "Jesse Hold On" | - 2000: Atomic Kitten - "See Ya" - 2001: A1 - "No More" - 2001: Blue - "Too Close" - 2002: Blazin' Squad - "Crossroads" - 2002: Blazin' Squad - "Love on the Line" - 2003: Jamelia - "Superstar" - 2006: Shayne Ward - "No Promises" - 2008: The Saturdays - "If This Is Love" - 2010: The Wanted - "Heart Vacancy" - 2012: JLS - "Proud" - 2013: The Wanted - "Show Me Love (America)" - 2015: Olly Murs - "Up" - 2015: Alesso - "Cool" |